# 阿里耶·瓦舍尔
阿里耶·瓦舍尔（英語：Arieh Warshel，1940年11月20日—），是一位出生於英屬巴勒斯坦託管地的犹太裔美国、以色列籍生物化学家、以色列國防軍退役上尉，現任美國南加州大學教授，也是美國國家科學院院士和皇家学会外籍会员。
2013年因「為複雜化學系統創造了多尺度模型」，與马丁·卡普拉斯、邁可·列維特一同獲得諾貝爾化學獎。
2013年11月被聘為香港中文大学（深圳）榮譽教授。

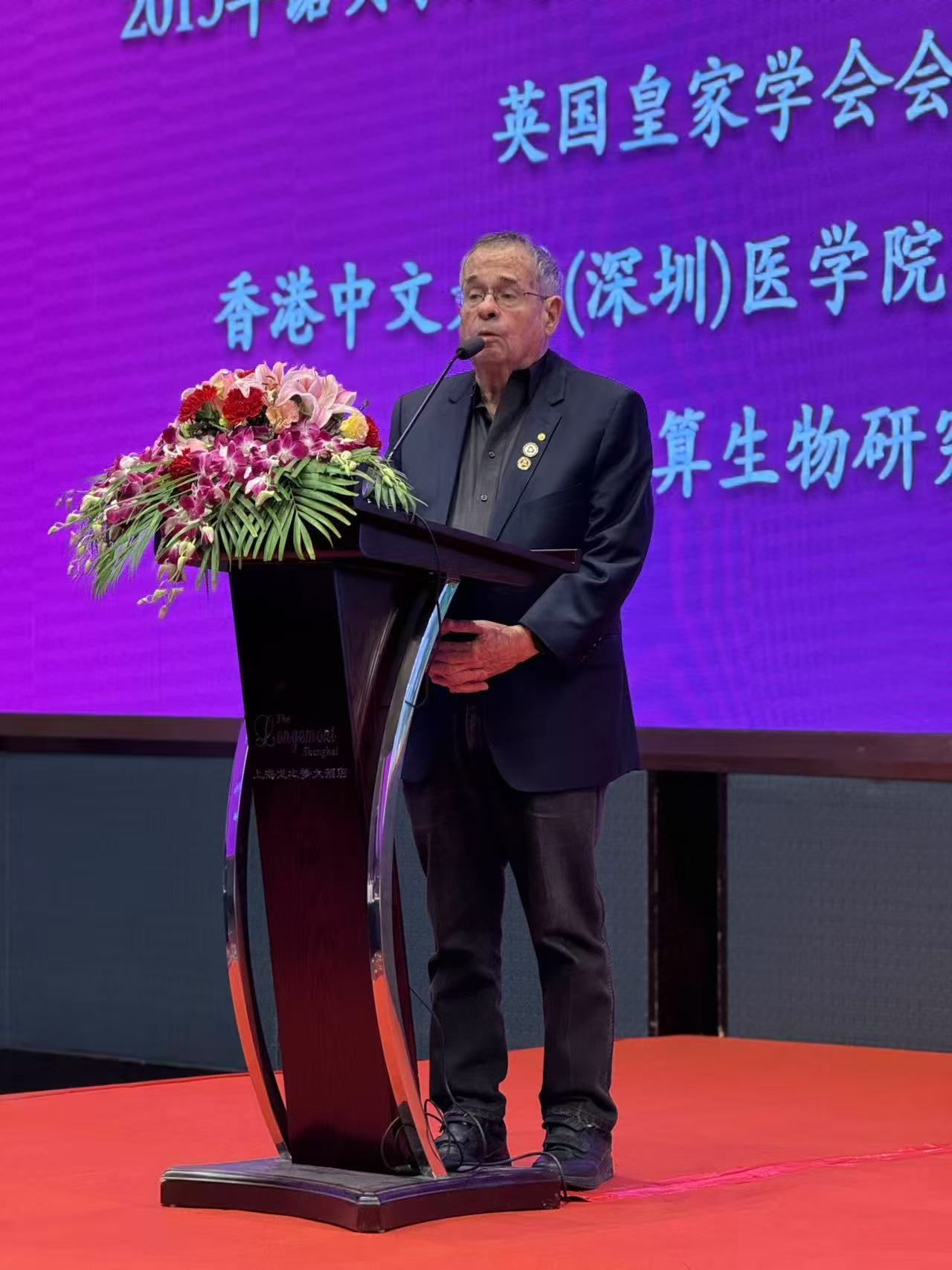
阿里耶·瓦谢尔代表香港中文大学（深圳）医学院，2025 年入选中国上海